# Sophie Croizette
 (novembre 2021).
Si vous disposez d'ouvrages ou d'articles de référence ou si vous connaissez des sites web de qualité traitant du thème abordé ici, merci de compléter l'article en donnant les références utiles à sa vérifiabilité et en les liant à la section « Notes et références ».
Sophie Alexandrine Croizette, épouse Stern, née le 7 mars 1847 à Saint-Pétersbourg et morte le 19 mars 1901 à Paris 8e, est une comédienne française.

## Biographie

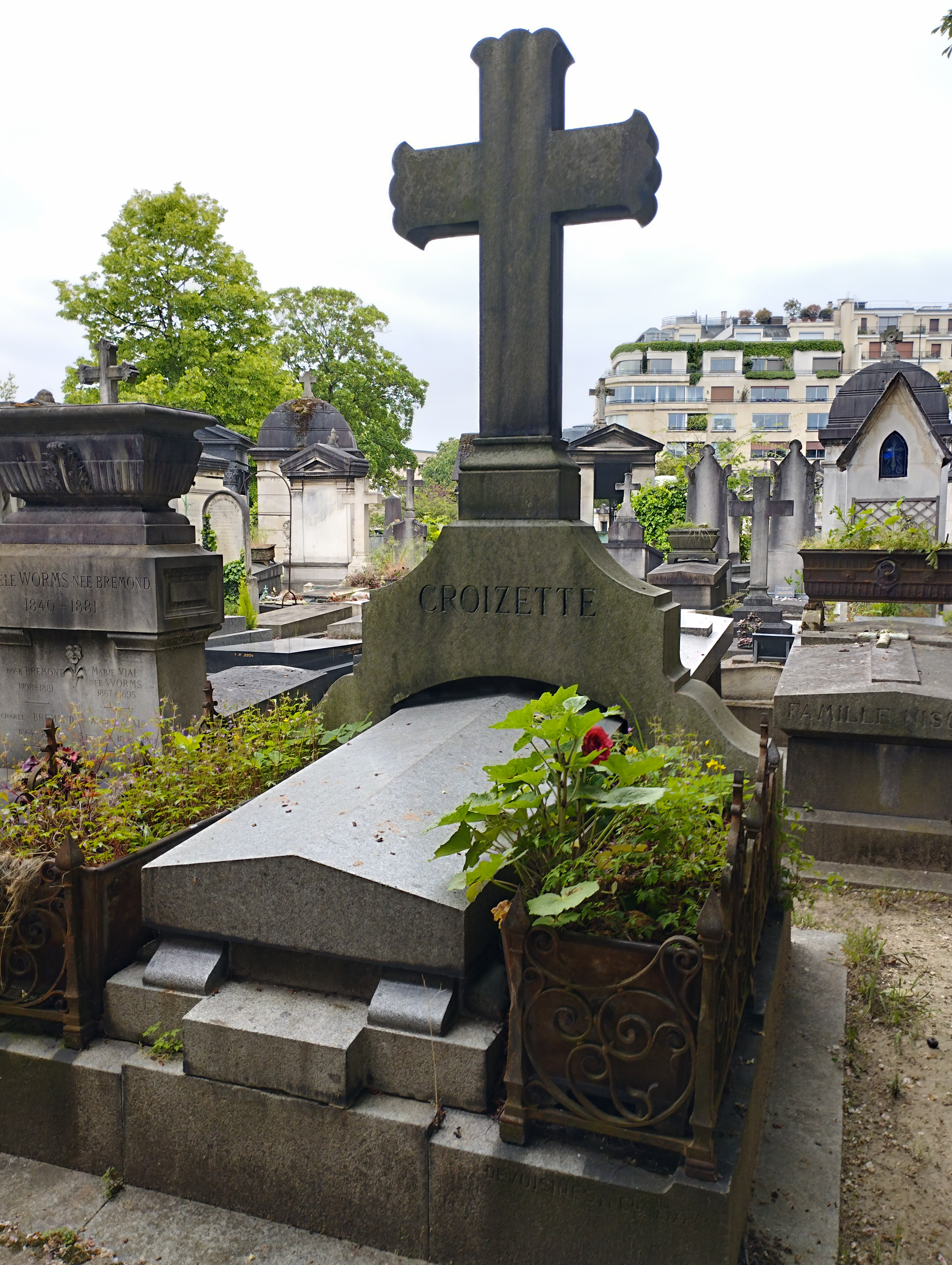
Tombe de Sophie Croizette au cimetière de Passy (8e division).

### Jeunesse et formation
Sophie Alexandrine Croizette naît en 1847 à Saint-Pétersbourg, fille naturelle de Louise Fortunée Croizette,, une ballerine française de Saint-Pétersbourg. Selon certains   , elle serait la fille d'un grand seigneur russe dont elle tenait un type physique légèrement oriental. Elle est la petite-fille d'Armand Croizette et la sœur de Pauline Croizette.
Sophie Croizette est élevée dans le couvent des Ursulines à Versailles. Pendant les vacances, elle a comme partenaire d'étude Sarah Berhnard. Puis elle passe ses examens à l’Hôtel de Ville et obtient un brevet d'institutrice.
Son enfance fut troublée par des maladies respiratoires et elle faillit mourir d'une fièvre scarlatine.
Élève de Prosper Bressant au Conservatoire dès 1867, elle obtient un premier prix de comédie en 1869 qui lui ouvre les portes de la Comédie-Française.

### Carrière
Elle fait ses débuts à la Comédie-Française le 7 janvier 1870 dans le rôle de la reine Anne, dans Le Verre d'eau d'Eugène Scribe,,. Elle est alors une pensionnaire touchant mille huit cents francs par an. Le 11 janvier 1873, elle est reçue comme la 296e sociétaire. C'est en juillet de cette même année qu'elle obtient son premier grand succès  dans l’Été de la Saint-Martin de Ludovic Halévy et Henri Meilhac.
Elle joue au total quarante-cinq rôles pendant ses onze ans de carrière au Français, tenant notamment les rôles de jeune première.
Elle est considérée comme la principale rivale de Sarah Bernhardt avec qui elle joue dans Le Sphinx (1873) d'Octave Feuillet, L'Étrangère d'Alexandre Dumas fils et Le Mariage de Figaro (1873) de Beaumarchais.
Son interprétation de l'empoisonnement de Blanche de Chelles dans Le Sphinx d'Octave Feuillet en 1874 agita la critique qui tantôt lui reprochait son style trop réaliste ou bien s'exaltait devant une fin si tragique.
Son rôle de Catherine de Septmonts créée par Alexandre Dumas fils dans sa pièce L’Étrangère fut également un triomphe dès 1876.
Le 13 octobre 1881, lors de la sa dernière apparition à la Comédie-Française dans la Princesse de Bagdad, elle déclare vouloir démissionner. Elle quitte le théâtre en 1882 pour s'occuper de son enfant et sa famille,.

### Vie privée
Avant de quitter le théâtre, Sophie habite l'hôtel Le Hon, no 7 rond-point des Champs-Élysées où elle reçoit une brillante société dans son célèbre salon bleu,. Son beau-frère, le peintre Carolus-Duran a laissé d'elle un célèbre portrait en amazone, prête pour sa promenade quotidienne au bois de Boulogne. Ce tableau fut  exposé en 1873.
À la suite d'une déception sentimentale, elle tente de se suicider en août 1872 en se jetant par la fenêtre tout en se tirant une balle de révolver, mais elle se rate.
Elle a une longue liaison avec le riche banquier Jacques Stern, l'un des fondateurs de la Banque de Paris et des Pays-Bas et fils d'Antoine Jacob Stern. Ils ont un fils, Michel, née le 24 février 1877. Après un accouchement difficile, elle grossit de manière importante[réf. nécessaire].
Le 15 août 1885, Jacques Stern et Sophie Croizette régularisent leur union et se marient au château de Fitz-James à Fitz-James (Oise), propriété de Jacques Stern. Ils font embellir le château et y créent un équipage de chasse à courre. Jacques Stern est élu conseiller général de Clermont en 1894.
Mais il meurt bientôt en 1900, suivi dans l'espace d'une année par sa femme puis par son fils en 1902.

### Mort
Elle meurt d'une grippe infectieuse le 19 mars 1901 dans son hôtel du rond-point des Champs-Élysées, dans le 8e arrondissement de Paris. Elle avait 54 ans.
Les obsèques de Sophie Croizette se déroulent le 22 mars 1901 en l'église Saint-Pierre de Chaillot et elle est enterrée au cimetière de Passy (division 8).

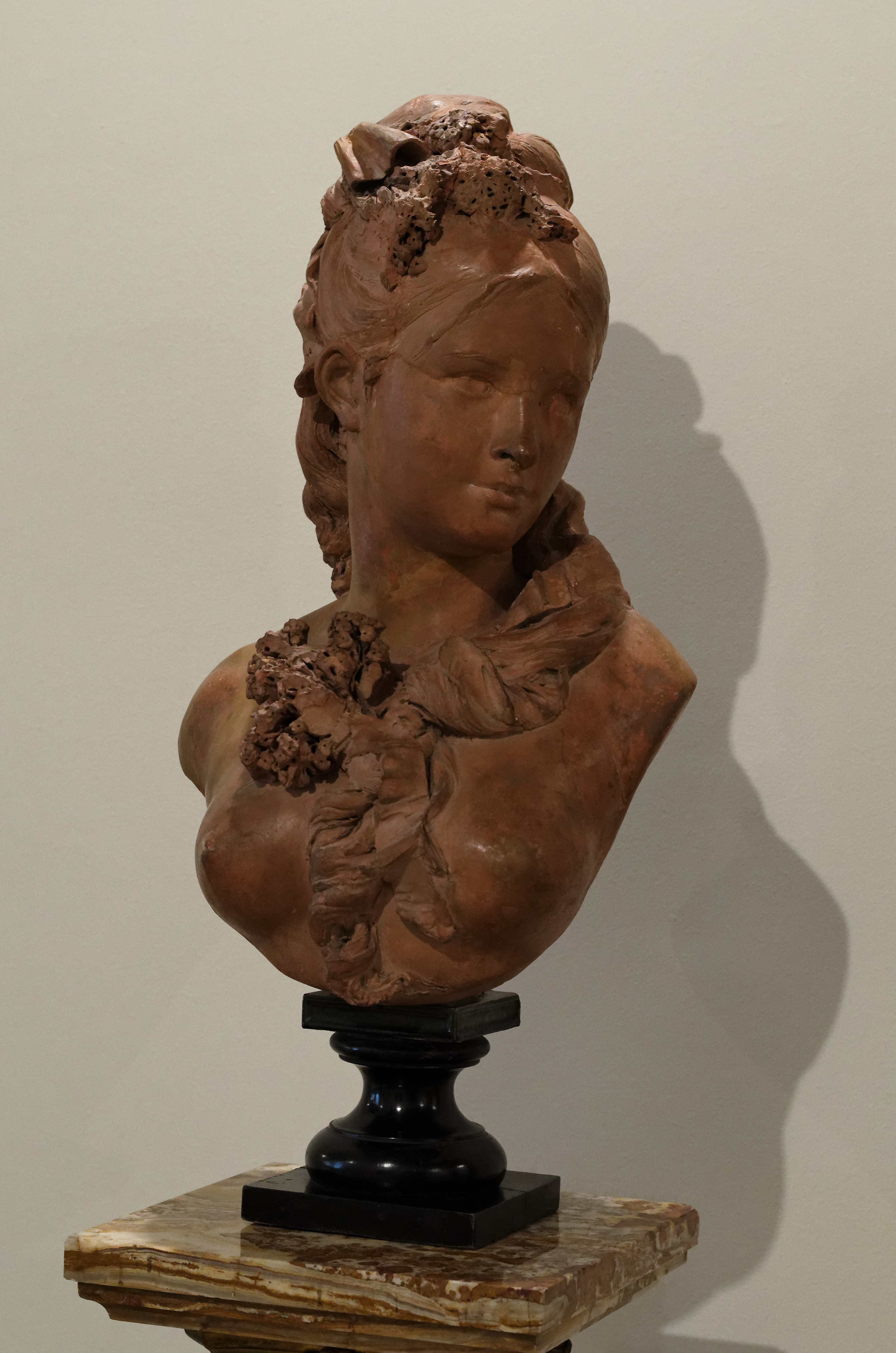
La comédienne Sophie Croizette par Albert-Ernest Carrier-Belleuse.
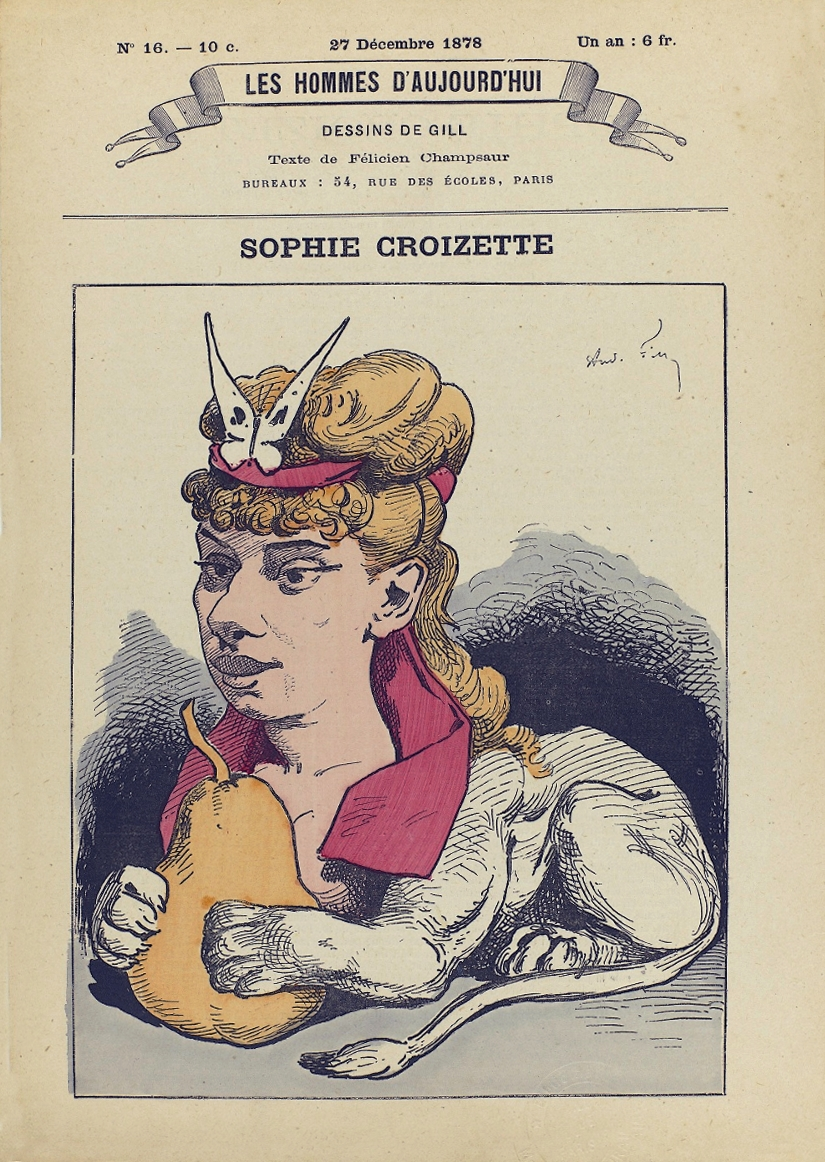
Sophie Croizette, caricature d'André Gill pour le n°16 Les Hommes d'aujourd'hui.
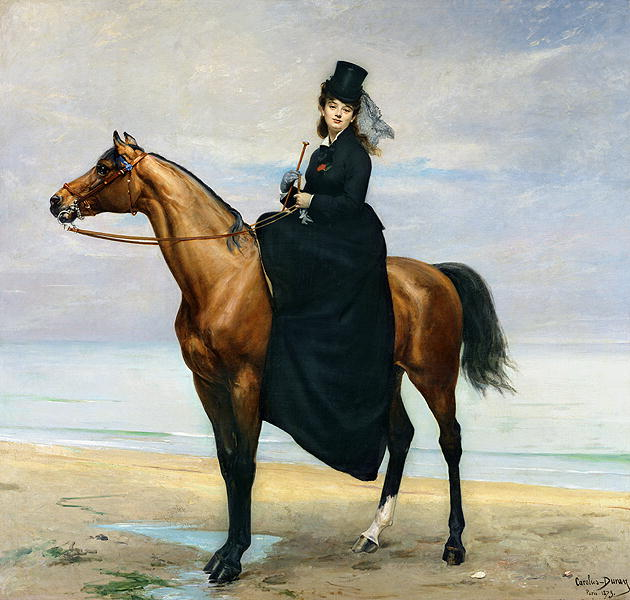
Au bord de la mer, Mademoiselle Croizette Carolus-Duran, 1873 Musée de Tourcoing

## Théâtre

### Carrière à la Comédie-Française
- Entrée en 1868
- Nommée 296e sociétaire en 1873
- Départ en 1882

- 1868 : Le Verre d'eau d'Eugène Scribe
- 1870 : Le Misanthrope de Molière : Célimène
- 1870 : Le Barbier de Séville de Beaumarchais : Rosine
- 1870 : Esther de Jean Racine : Zarès
- 1871 : Le Mariage de Figaro de Beaumarchais : Suzanne
- 1871 : Le Misanthrope de Molière : Éliante
- 1873 : Les Plaideurs de Jean Racine : Isabelle
- 1874 : Le Sphynx d'Octave Feuillet : Blanche de Chelles
- 1874 : Le Demi-monde d'Alexandre Dumas fils : la baronne d'Ange
- 1875 : Mademoiselle de Belle-Isle d'Alexandre Dumas : Marquise de Prie
- 1876 : L'Étrangère d'Alexandre Dumas fils : Catherine
- 1878 : Les Fourchambault d'Émile Augier
- 1880 : L'Aventurière d'Émile Augier : Dona Clorinde (première le 8 mai 1880, en remplacement de Sarah Bernhardt qui venait de démissionner avec éclat de la Comédie-Française[25])
- 1880 : L'Impromptu de Versailles de Molière : Mlle Du Parc (création le 21 octobre 1880)
- 1881 : La Princesse de Bagdad d'Alexandre Dumas : Lionnette